# 前腕骨骨折
前腕骨骨折（ぜんわんこつこっせつ、英: Forearm fracture）とは、前腕の1つまたは複数の骨の骨折であり、橈骨骨折、 尺骨骨折、またはその両方のことである。また、手首や肘関節の損傷が伴うこともある。通常の症状には、痛み、腫れ、変形（短く見える、または、曲がっているように見える）などがあげられる。 他の症状には、しびれ、脱力感、打撲などがあげられる。
最も一般的な原因は、腕を伸ばした状態での転倒である。他の原因には、直接的な打撃または交通事故などがあげられる。危険因子には、骨粗鬆症や骨腫瘍の存在などがあげられる。骨折の種類の判断には手首と肘関節を含めた正面と側面からのX線によって確認される。
最初の処置には、副木と三角巾が適用される。この際に、手首の可動域を制限しないようにする。安静にし、腕を高くして、冷却し、鎮痛剤を服用することで痛みや腫れを抑えることができる。折れた骨は整復と固定（内固定または外固定）が必要な場合がある。関節の脱臼がみられる場合は、整復してから固定する必要がある。その後、関節のリハビリテーションが必要になる場合がある。
前腕骨骨折は子供と大人の両方によくみられる。子供の場合、屋外で遊んでるときやスポーツ中に発生することがよくある。単独の骨折は、尺骨と橈骨の両方の複合骨折ほど一般的ではない。前腕骨骨折で最もおおいものの1つはコーレス骨折であり、この骨折は1814年にアブラハム・コーレスによって最初に報告された。